# Glenbeigh (stacja kolejowa)
Glenbeigh – nieistniejąca stacja kolejowa na linii kolejowej Farranfore – Valentia Harbour w Glenbeigh w hrabstwie Kerry w Irlandii. Została otwarta 12 września 1893 i zamknięta 1 lutego 1960.
W 2014 roku w Glenbeigh odsłonięto pomnik upamiętniający istnienie w tym miejscu stacji kolejowej.